# Saint-Firmin (Saône-et-Loire)
Saint-Firmin is een gemeente in het Franse departement Saône-et-Loire (regio Bourgogne-Franche-Comté) en telt 776 inwoners (2005). De plaats maakt deel uit van het arrondissement Autun.

## Geografie
De oppervlakte van Saint-Firmin bedraagt 15,9 km², de bevolkingsdichtheid is 48,8 inwoners per km².
De onderstaande kaart toont de ligging van Saint-Firmin (Saône-et-Loire) met de belangrijkste infrastructuur en aangrenzende gemeenten.

## Demografie
Onderstaande figuur toont het verloop van het inwonertal (bron: INSEE-tellingen).